# El Rio Grande
De El Rio Grande is een rapid river in het familiepretpark Walibi Holland in Biddinghuizen.

## Algemene informatie
De El Rio Grande is gebouwd in de winter van 1994 na de overname van Flevohof door Walibi Flevo. De baan is 375 meter lang en is gebouwd in Noord-Amerikaanse stijl. De baan is gebouwd door Vekoma. Bezoekers van El Rio Grande moeten minimaal 140 centimeter lang zijn indien zij zonder begeleider mee willen. Tussen de 90 en 140 centimeter lengte mag El Rio Grande alleen betreden worden onder begeleiding van een volwassene.

## Vernieuwing
Tijdens het winteronderhoud in 2017 zijn de oorspronkelijke boten, afkomstig van Vekoma, vervangen voor volledig nieuwe boten van Hafema. De nieuwe boten zijn een variatie op de gebruikelijke boten van Hafema, echter zo aangepast dat ze geschikt zijn voor de minder diepe baan van Walibi. De boten zijn uitgevoerd in drie kleuren en voorzien van de motieven die in het 'Exotique' themagebied al meer werden toegepast, bijvoorbeeld in restaurant Haciënda. De nieuwe boten hebben een hogere capaciteit dan de oude, negen personen in plaats van acht.
De oude boten van de baan zijn nog niet volledig afgedankt, maar verplaatst naar Bellewaerde. Daar kunnen de boten dienen als vervanging of aanvulling op de boten van de Bengal Rapid River waar hetzelfde type boten gebruikt wordt.
Waar de oude boten uit losse compartimenten bestonden die sterk van elkaar konden bewegen, bestaan de nieuwe boten uit één geheel. Door deze vernieuwing is de enige overgebleven rapid ride met gecompartimenteerde boten de Bengal Rapid River in Bellewaerde. 

## Ongevallen
Dinsdag 23 juli 2013 raakte een 10-jarig meisje zo ernstig gewond bij een rit in de attractie dat ze haar voet verloor. Ook raakte ze ernstig gewond aan haar onderbeen. De oorzaak was volgens het park gelegen in "een combinatie van verschillende factoren". Enkele weken voor dit ongeval had een jongetje zich verwond op bijna dezelfde plek. Nadien werden extra waarschuwingsborden geplaatst.

## Galerij

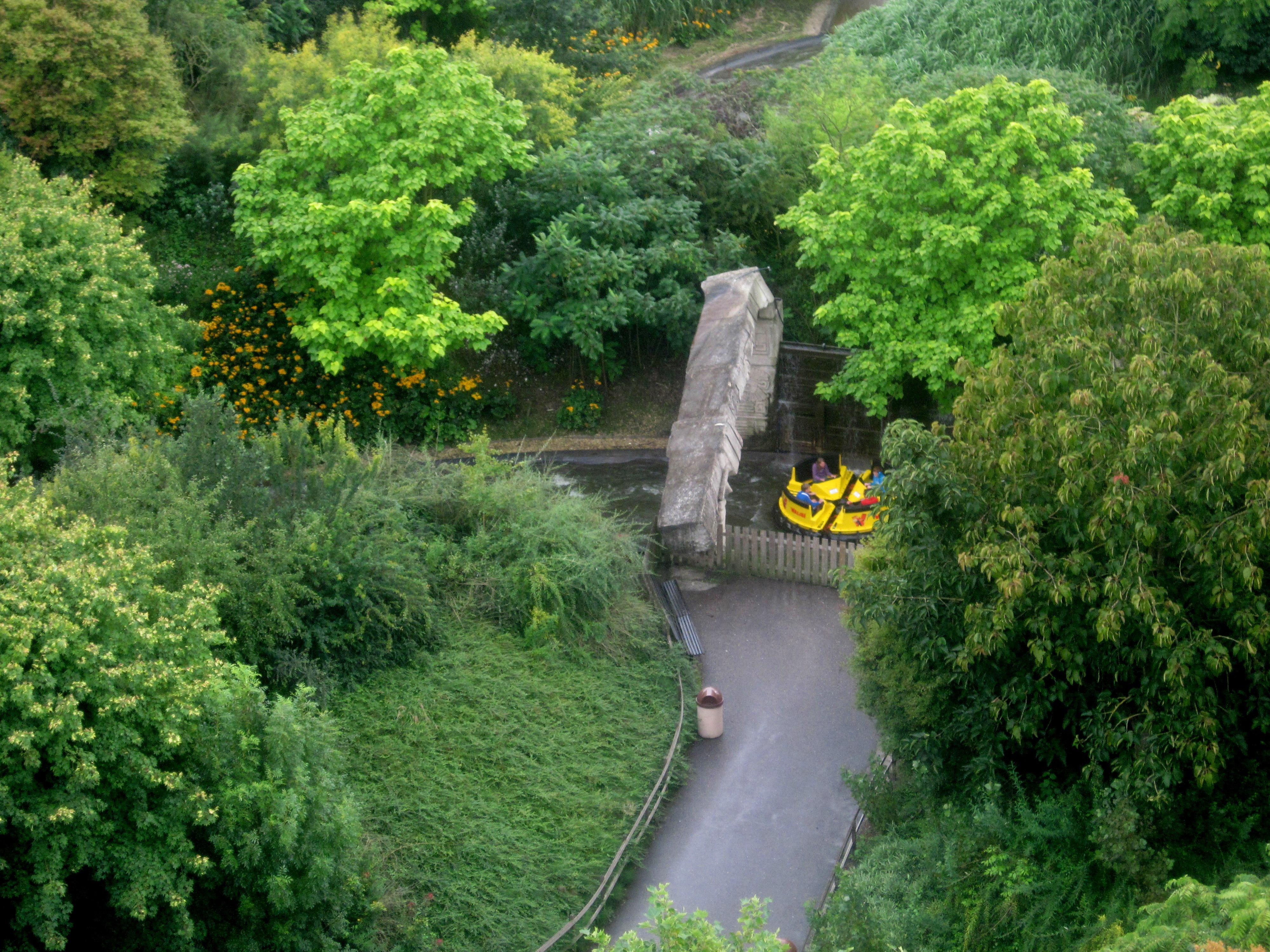
Bootje van de El Rio grande met een stuk van de omgeving
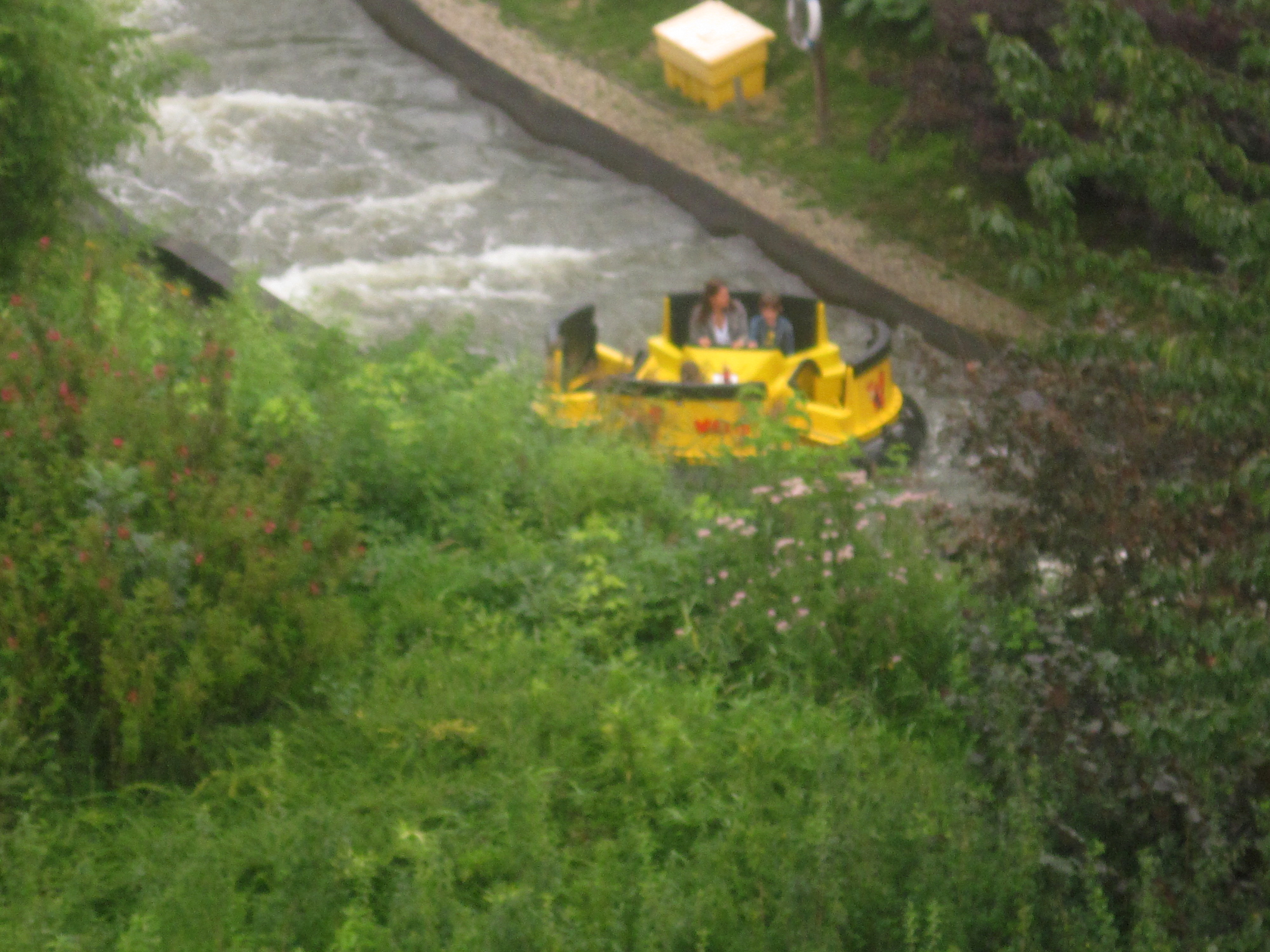
Bootje van de El Rio grande met een stuk van de omgeving
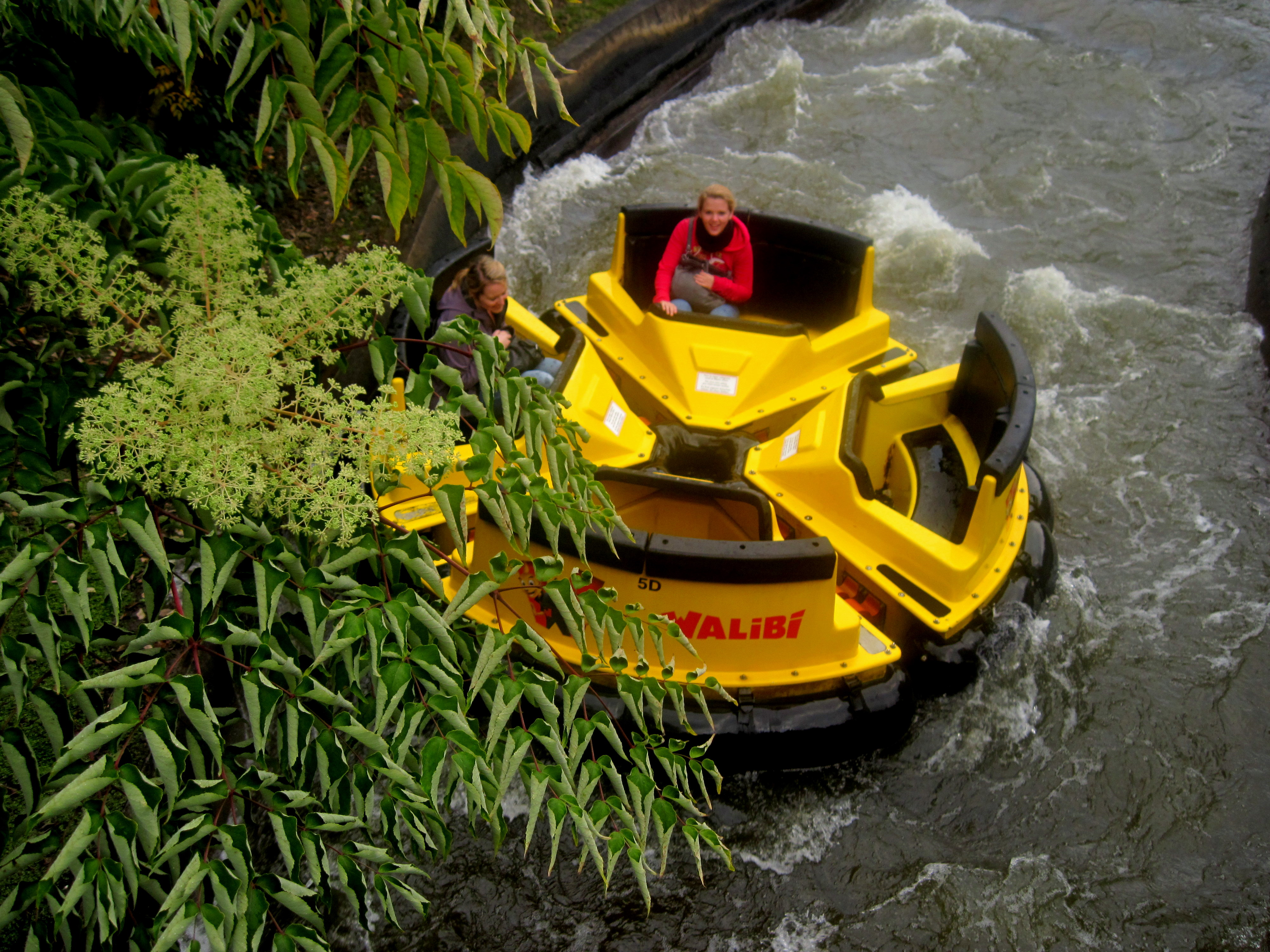
Bootje van de El Rio Grande met personen erin

Afbeeldingen · Lijst van attracties